# Commission de géographie du Québec
La Commission de géographie du Québec est un organisme relevant du ministère des Terres et Forêts ayant existé entre 1912 et 1977.

## Histoire
Le Premier Congrès de la langue française au Canada recommande la création d'une institution responsable de la toponymie au Québec. Elle est créée le 15 novembre 1912 sous le nom de « Commission géographique de la Province de Québec ». Le fonctionnaire Eugène Rouillard en devient le premier président. Les décisions de la Commission sont soumises à l'approbation du ministère des Terres et Forêts. 
L'Anse-à-Beaufils est le premier toponyme officialisé par la Commission lors de sa premier rencontre le 5 décembre. En 1920, la commission est renommée « Commission de géographie du Québec ». Elle ne tient aucune séance entre 1939 à 1962. Aucun toponyme n'est officialisé durant cette période, la commission effectuant plutôt la « recherche historique, la consignation d’information ainsi que le contrôle et la validation des noms de lieux ».
Le 5 décembre 1968, les dizaines de milliers de noms contenus dans le répertoire de la Commission sont approuvés en bloc par le gouvernement.
En 1969, elle publie le Répertoire géographique du Québec, regroupant 45 000 toponymes en 701 pages.
La Commission de toponymie lui succède le 26 août 1977 avec des « pouvoirs élargis et sa compétence précisée ».

## Publications
- 1914, 1925 : Dictionnaires des rivières et lacs de la province de Québec
- 1968 : Guide toponymique du Québec
- 1969 : Répertoire géographique du Québec